# Aartsbisdom Modena-Nonantola
Het aartsbisdom Modena-Nonantola (Latijn: Archidioecesis Mutinensis-Nonantulana, Italiaans: Arcidiocesi di Modena-Nonantola), is een metropolitaan aartsbisdom van de Rooms-Katholieke Kerk in Italië. Het bisdom omvat de stad Modena en een deel van de provincie.
De suffragane bisdommen zijn:
- Carpi
- Fidenza
- Parma
- Piacenza-Bobbio
- Reggio Emilia-Guastalla

## Geschiedenis
Het (aarts)bisdom werd in de derde eeuw als bisdom Modena gesticht. In de achtste eeuw wordt de Benedictijner abdij van Nonantola, gesticht door Anselmus van Friuli, een jongere broer van de Lombardische koning Aistulf. Deze abdij krijgt, mede omdat er relieken worden bewaard van de heilige paus Silvester en - later - van de Modenese Paus Adrianus III, een enorm aanzien. De abdij kreeg een afzonderlijke territoriale status en werd pas in 1820 aan het bisdom Modena toegevoegd. De naam werd hierbij aangepast naar bisdom Modena (en Nonantola). Sinds 1855 is het bisdom - voorheen suffragaan aan Bologna - een metropolitaan aartsbisdom. De aartsbisschop van dit aartsbisdom is, vanwege de abdij, aartsbisschop-abt. Op 30 september 1986 werd de naam van het aartsbisdom aangepast naar Modena-Nonantola.
Het bisdom wordt bewoond door 463.000 mensen, waarvan 98,9 % katholiek is. In 246 parochies worden zij bediend door 184 priesters. Van 27 januari 2010 tot zijn dood op 17 februari 2015 was Antonio Lanfranchi de aartsbisschop-abt van Modena-Nonantola. De huidige aartsbisschop-abt is Erio Castellucci.

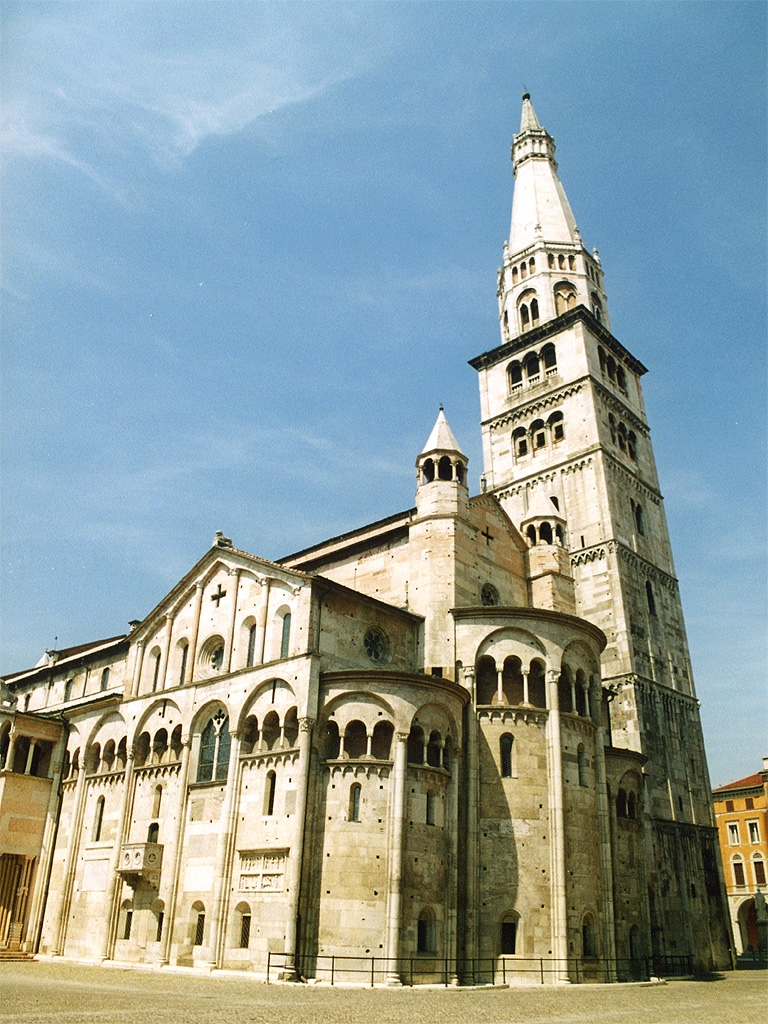
De Duomo di Modena, kathedraal van Modena, zetel van het aartsbisdom
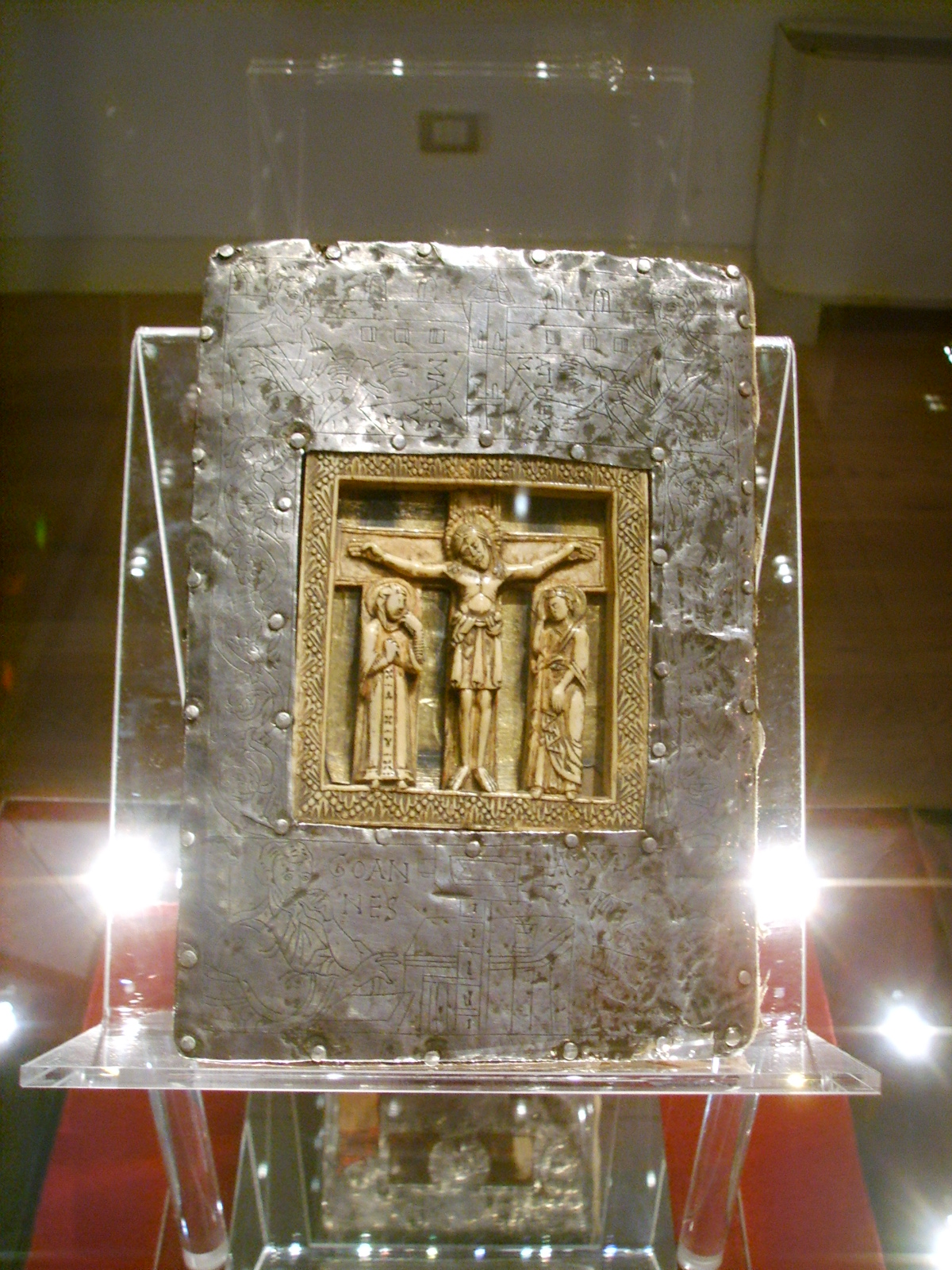
Het Evangelieboek van Nonantola, uit circa 1106, wordt bewaard in de kathedraal van Modena